# جورجیا الیس
جورجیا الیس (انگلیسی: Georgia Ellis؛ ‏ ۱۲ مارس ۱۹۱۷ – ۳۰ مارس ۱۹۸۸) بازیگر اهل ایالات متحده آمریکا بود.
از فیلم‌ها یا مجموعه‌های تلویزیونی که وی در آن‌ها نقش داشته است، می‌توان به دود اسلحه  و سرناد پنی اشاره نمود.